# Rosskopf (Karniska alperna)
Roßkopf är en bergstopp i Österrike.   Den ligger i bergsområdet Karniska alperna i distriktet Lienz och förbundslandet Tyrolen, i den centrala delen av landet, 300 km sydväst om huvudstaden Wien. Toppen på Roßkopf är 2 603 meter över havet, eller 117 meter över den omgivande terrängen. Bredden vid basen är 0,33 km.
Terrängen runt Roßkopf är huvudsakligen bergig, men åt sydost är den kuperad. Runt Roßkopf är det ganska glesbefolkat, med 24 invånare per kvadratkilometer.. Närmaste större samhälle är Obertilliach, 9,1 km öster om Roßkopf. 
Trakten runt Roßkopf består i huvudsak av gräsmarker.